# Triumfetta indurata
Triumfetta indurata là một loài thực vật có hoa trong họ Cẩm quỳ. Loài này được W.W. Thomas & McVaugh miêu tả khoa học đầu tiên năm 1978.